# Římskokatolická farnost Mukařov u Úštěka
Římskokatolická farnost Mukařov u Úštěka (lat. Munkorium) je církevní správní jednotka sdružující římské katolíky na území vesnice Mukařov a v jejím okolí. Organizačně spadá do litoměřického vikariátu, který je jedním z 10 vikariátů litoměřické diecéze.

## Historie farnosti
Nejstarší písemný doklad o lokalitě Mukařov pochází z roku 1352. V roce 1384 zde byla plebánie. Od roku 1683 jsou vedeny matriky. Od roku 1752 je v místě expositura a od 24. srpna 1786 lokálie se samostatnou farou. Farnost byla zřízena od roku 1856.

### Duchovní správcové vedoucí farnost
Začátek působnosti jmenovaného v duchovní správě farnosti od roku:
- 1752 cap. exp. (kaplan expozitury) Samon Kaspar
- 1761 cap. exp. Ioann. Schlögel
- 1769 cap. exp. Thad. Schaffner
- 1771 cap. loc. (kaplan lokálie) Joann. Lehnert
- 1790 cap. loc. Anton. Richter
- 1792 cap. loc. Joann. Slabinger
- 1802 cap. loc. Benedict. Hüller OESA
- 1803 cap. loc. Ioann. Müller, n. 16. 4. 1775 Hrušovany u P., o. 7. 12. 1799
- 1833 cap. loc. Jos. Steinmetzer, n. 27. 8. 1798 Byneyens., o. 7. 9. 1823
- 1849 cap. loc. Franc. Hittel, n. 23. 9. 1804 Tetschen, o. 28. 9. 1832
- 1856 proto-par. (1. farář) Franc. Hittel, n. 23. 9. 1804 Tetschen, o. 28. 9. 1832
- 1864 chybí katalog
- 1865 Jos. Dittrich, n. 6. 9. 1829 Leipa, o. 25. 7. 1855, † 9. 3. 1895
- 1879 Anton. Urban, n. 13. 5. 1835 Lobeč, o. 28. 7. 1861, † 8. 10. 1906
- 1892 Ignat. Tichatske, n. 3. 5. 1857 Unterweckelsdorf, o. 11. 5. 1884, † 24. 10. 1928
- 1898 Carol. Dohle, n. 25. 2. 1860 Grünthal, o. 17. 5. 1885, † 18. 1. 1943
- 1938 par. vacat, admin. exc. Carol Müller
- 1. 12. 1941 par. vacat, admin. intercalaris Ludwig Seifert
- 1944 par. vacat, adm. exc. Carol Müller
- 1. 11. 1951 par. vacat, admin exc. Ignác Stodůlka
- 26. 9. 1953 par. vacat, admin exc. Ferdinand Kramář
- 19. 1. 1954 par. vacat, admin exc. Ignác Stodůlka
- 1. 3. 1954 par. vacat, admin exc. Karel Petržílek
- 20. 9. 1955 par. vacat, admin exc. Rudolf Hevera
- 25. 2. 1956 par. vacat, admin exc. Ondřej Korvas CSsR
- 1. 7. 1956 par. vacat, admin exc. Jiří Kabát CSsR
- 1. 8. 1957 par. vacat, admin exc. Vojtěch Noll
- 1. 9. 1960 par. vacat, admin exc. Jan Hodinář
- 1. 8. 1971 par. vacat, admin exc. Miroslav Frank
- 1. 6. 1985 par. vacat, admin exc. Jan Bláha
- 1. 8. 1985 par. vacat, admin exc. Richard Kavan
- 1. 7. 1986 par. vacat, admin exc. Jan Bláha
- 1. 7. 1990 par. vacat, admin exc. Pavel Zach
- 1. 4. 1991 par. vacat, admin exc. Jaroslav Gajdošík
- 15. 8. 1991 par. vacat, admin exc. Jaroslav Stříž, administrátor excurrendo[3]

Kromě kněží stojících v čele farnosti, působili ve farnosti v průběhu její historie i jiní kněží. Většinou pracovali jako farní vikáři, kaplani, katecheté, výpomocní duchovní aj.

## Území farnosti
Do farnosti náleží území těchto obcí:
- Mukařov (Munker[p 2])
- Horní Šebířov (Ober Rebire[p 2])
- Náčkovice (Natschowitz[p 2])
- Třebín (Trebine[p 2])
- Zelený (Grünwald[p 2])

## Římskokatolické sakrální stavby na území farnosti
| | Fotografie | Stavba                            | Místo     | Bohoslužby                      | Zeměpisné souřadnice             | Status               | Číslo kulturní památky           |
| Kostel | Kostel     | Kostel                            | Kostel    | Kostel                          | Kostel                           | Kostel               | Kostel                           |
| --- | ---------- | --------------------------------- | --------- | ------------------------------- | -------------------------------- | -------------------- | -------------------------------- |
| 1. |            | Kostel sv. Františka Serafinského | Mukařov   | nelze sloužit                   | 50°38′49″ s. š., 14°18′5″ v. d.  | zbořený farní kostel | —                                |
| Kaple |            |                                   |           |                                 |                                  |                      |                                  |
| 2. |            | Kaple Panny Marie Pomocné         | Náčkovice | bližší informace o bohoslužbách | 50°38′41″ s. š., 14°16′28″ v. d. | hřbitovní kaple      | 28574/5-2203 (Pk•MIS•Sez•Obr•WD) |
| Některé drobné sakrální stavby a pamětihodnosti lze dohledat zde v databázi Drobné sakrální památky Zaniklé sakrální stavby lze dohledat zde v databázi Poškozené a zničené kostely, kaple a synagogy v České republice |            |                                   |           |                                 |                                  |                      |                                  |

Ve farnosti se mohou nacházet i další drobné sakrální stavby, místa římskokatolického kultu a pamětihodnosti, které neobsahuje tato tabulka.

## Příslušnost k farnímu obvodu
Z důvodu efektivity duchovní správy byl vytvořen farní obvod (kolatura) farnosti Křešice, jehož součástí je i farnost Mukařov u Úštěka, která je tak spravována excurrendo.

## Galerie

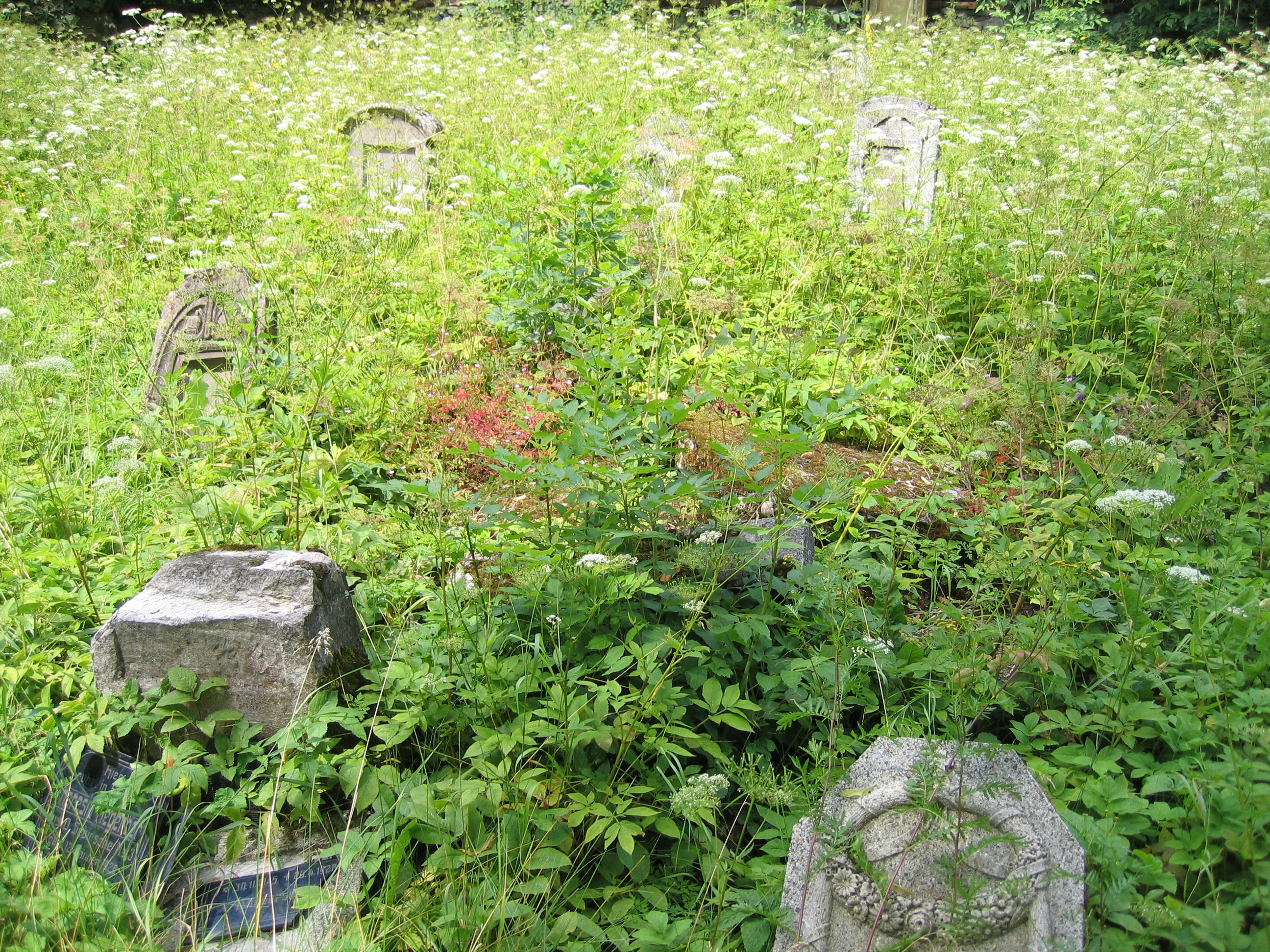
Hřbitov u zbořeného kostela sv. Františka v Mukařově
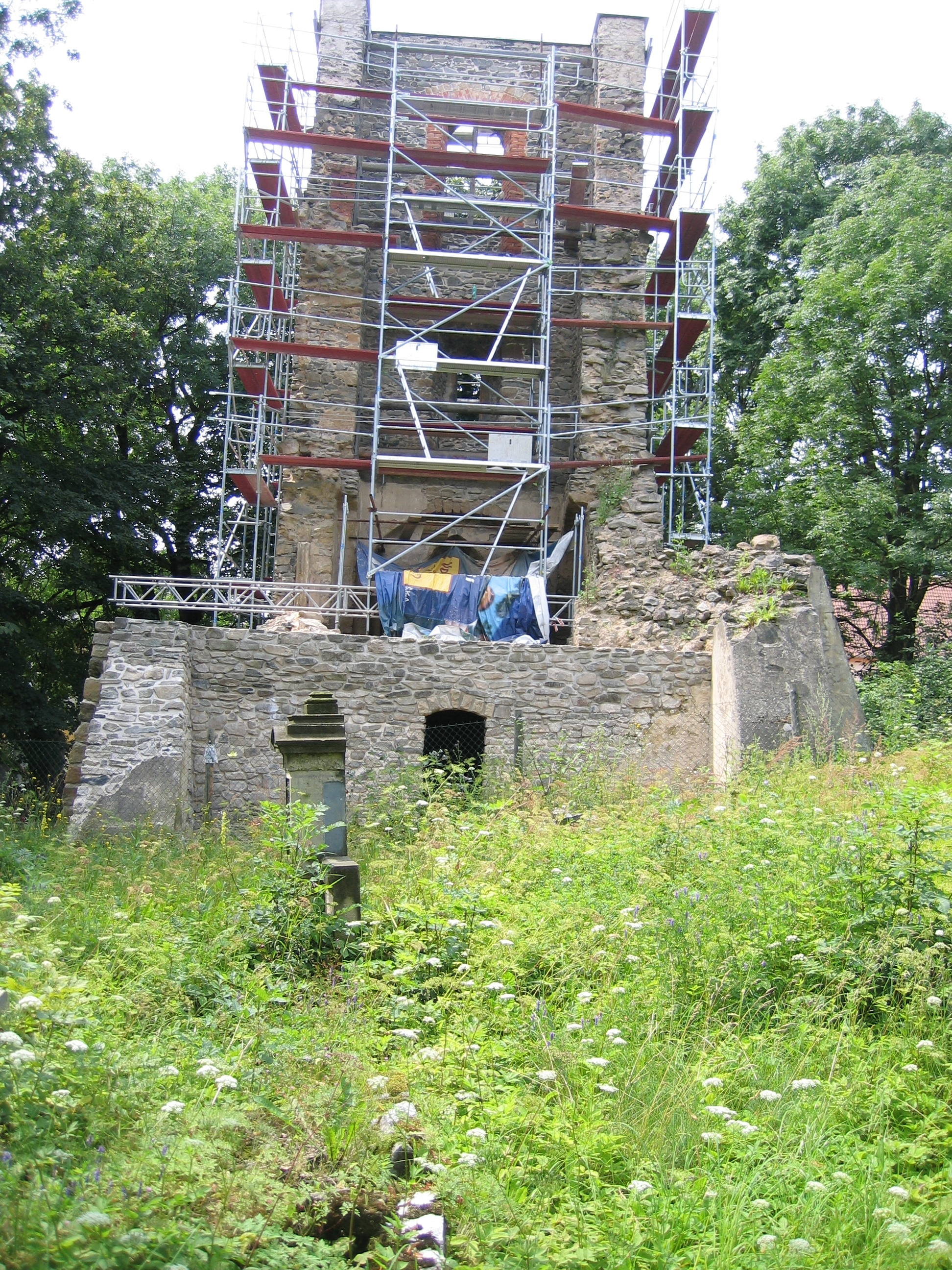
Oprava zvonice u kostela v Mukařově (31. července 2009)